# Cluny (Saona y Loira)
Cluny es una localidad y comuna francesa situada en el departamento de Saona y Loira, en la región de Borgoña.
La localidad, que se encuentra entre las ciudades de Dijon y Lyon, alberga el edificio de la célebre abadía de Cluny.
Su gentilicio en idioma francés es Clunisois.

## Demografía
| 3711 | 3807 | 4343 | 4441 | 4430 | 4376 |
| Para los censos de 1962 a 1999 la población legal corresponde a la población sin duplicidades (Fuente: INSEE [Consultar]) |      |      |      |      |      |

## Trivia
En esta ciudad fue comenzada la creación del cuadro "La Consagración de Napoleón" (La Sacre de Napoléon, en francés) de parte de Jacques-Louis David, autor de la obra.